# Цветочный король
«Цветочный король» — магнитоальбом советской рок-группы «ДК», записанный и выпущенный в 1989 году на студии «Аванкитч». Альбом является экспериментальным, его невозможно причислить к какому-либо определённому жанру. Многие поклонники группы отметили сходство концепции и музыки альбома с пластинкой Trout Mask Replica Капитана Бифхарта.

## Об альбоме
В магнитоальбом «Цветочный король» были включены неизданные записи 1982—1983 годов с участием вокалиста Евгения Морозова, а также стихи Сергея Жарикова и композиции, записанные в 1985 и 1989 годах. По словам авторов, альбом получился «довольно-таки камерным по настроению и, мягко говоря, нетривиальным, — он, естественно, до упора набит идеями», сам Жариков отметил, что в данном альбоме «остроумие проекта простирается во всю ширь, — как говориться[sic] и, если уместно здесь подобное сравнение, — русской души: от фри-джазовых импровизаций на подлинные стихи Карла Маркса до вполне конкретной брутальности как текстов, так и самого вокально-инструментального звукоизвлечения».
Альбом был переиздан в 2002 году на студии «SS Records» как часть компиляции «Семья цветочных королей», состоящей из двух компакт-дисков, на первом CD размещён альбом «Цветочный король», на втором — альбом «Зеркало — души» 1988 года.

## Концепция альбома
Пару дней назад к своему огромному изумлению я услышал песню «Сани» в исполнении ДК на только что переизданном диске 1989 года «Цветочный король». Голос певца искажён так, что не понятно, на каком языке он поёт, это просто высокочастотный вой (всё вместе — каверверсия «sunny, yesterday my life was full of pain...»). Зато гитара, которая его забивает, записана «в упор», с мохнатым дистроушеном и очень дифференцированно, она исполняет дикий запил. Плюс акустическая ритм-гитара, по тембру сильно отличающаяся от солирующего чудища. Барабанов практически не слышно, иногда прорывается какой-то электронный визг, я думаю, что это саксофон, учитывая участие Сергея Летова.
Это очень грубо сделанная вещь, но, безусловно, с очень развитым представлением о саунд-эстетике. А если без патологоанатомического анализа, в данном случае, вообще-то, не очень уместного? Тогда так: «Сани» ДК — это вопль ненависти и одновременно — надежды на катастрофу. Вспышка света перед пулей в лоб.

Жёлтые подсолнухи Ван Гога.—  // Андрей Горохов., "Земфира, саунд и подсолнухи", 2004 г.

## Список композиций
Слова и музыка всех песен — написаны Сергеем Жариковым (за исключением песни «Цветочный король» — текст песни является переводом фантастической баллады Карла Маркса «Король Цветов»).
| №   | Название                               | Длительность |
| --- | -------------------------------------- | ------------ |
| 1.  | «Цветочный король»                     | 6:06         |
| 2.  | «Сталин во всём виноват»               | 1:03         |
| 3.  | «Блюз застрявшего в лифте»             | 8:13         |
| 4.  | «Ельцин гадит Горбачёву»               | 4:07         |
| 5.  | «Сука №1 (Случай в ЦК)»                | 0:14         |
| 6.  | «Ложка»                                | 1:11         |
| 7.  | «Сани»                                 | 2:59         |
| 8.  | «Лето пронеслося»                      | 0:33         |
| 9.  | «Мечта збываеzzа»                      | 0:53         |
| 10. | «Мороз»                                | 0:13         |
| 11. | «Десять лет свободе»                   | 3:52         |
| 12. | «ххх»                                  | 0:01         |
| 13. | «Шутка»                                | 1:52         |
| 14. | «Плачь блядей по мёртвой мандавошке»   | 1:40         |
| 15. | «Блоха в зените»                       | 1:17         |
| 16. | «Сидеть на муравейнике всегда»         | 2:16         |
| 17. | «Послушай музыку»                      | 6:27         |
| 18. | «Аисты (чисто живьём)»                 | 4:50         |
| 19. | «Луч (Труба зовёт в реальном времени)» | 7:49         |
| 20. | «Сука №2 (Если девушка изменит)»       | 3:16         |
| 21. | «Типа народ безмолствует»              | 0:00         |

## Создатели и исполнители
- Сергей Жариков — автор музыки и текстов; ударные, голос и исполнение (2,6,8,13,19,20)
- Сергей Летов — саксофон, кларнет (во всех записях 1985 и 1989 года)
- Виктор Клемешов — гитара, вокал (7,18), духовые инструменты (4,11,14,15,16,17,19,20)
- Сергей Полянский — бас-гитара (3,7,18,19,20)
- Олег Андреев — бас-гитара (9,14,16)
- Игорь Белов — гитара, вокал (1,17)
- Евгений Морозов — вокал (3,20)